# サン＝メクサン＝レコール
サン＝メクサン＝レコール （Saint-Maixent-l'École）は、フランス、ヌーヴェル＝アキテーヌ地域圏、ドゥー＝セーヴル県のコミューン。

## 地理
サン＝メクサン＝レコールは国道611号線上に位置し、ニオールの北東23km、ポワティエの南西55kmにある。サン＝メクサン＝レコールはA10や、パリからポワティエ、ニオールからラ・ロシェルへ向かうTGVが通っている。
町をセーヴル・ニオルテーズ川が流れている。

## 歴史
町は修道院の周囲で成長していった。修道院は459年に修道士アガピによって設立された。480年にアドジュトール（Adjutor、のちメクサンの名を用いる）が合流した。町は最初、サン・サテュルナン（Saint Saturnin）の名称を持って6世紀から7世紀に繁栄した。
百年戦争中の1346年9月、ダービー伯は町の攻略に失敗した。
1469年2月、特許状により、ルイ11世はメーヌ伯からの要求に応じて、サン＝メクサンでの見本市や市場を認可した。
1790年から1795年まで、サン＝メクサンは地区の中心地だった。
1880年から1940年まで、サン＝メクサンの陸軍歩兵学校は、下士官の軍団のため数千人の士官を養成していた。1940年、サン＝メクサンの士官候補生たちは、ロワール川渡河の護衛をするため己を犠牲にし、ソミュールの騎兵学校の生徒と合流した。戦後、陸軍歩兵学校は、サン・シール・コエキダン基地にある陸軍複数兵科学校に統合された。1948年、国立下士官学校がサン＝メクサンに設置された。

## 人口統計
| 1962年 | 1968年 | 1975年 | 1982年 | 1990年 | 1999年 | 2008年 | 2013年 |
| ------ | ------ | ------ | ------ | ------ | ------ | ------ | ------ |
| 7068   | 7706   | 7073   | 7515   | 6893   | 6602   | 7537   | 6545   |

参照元:1962年から1999年までは複数コミューンに住所登録をする者の重複分を除いたもの。それ以降は当該コミューンの人口統計によるもの。1999年までEHESS/Cassini、2004年以降INSEE。

## 史跡

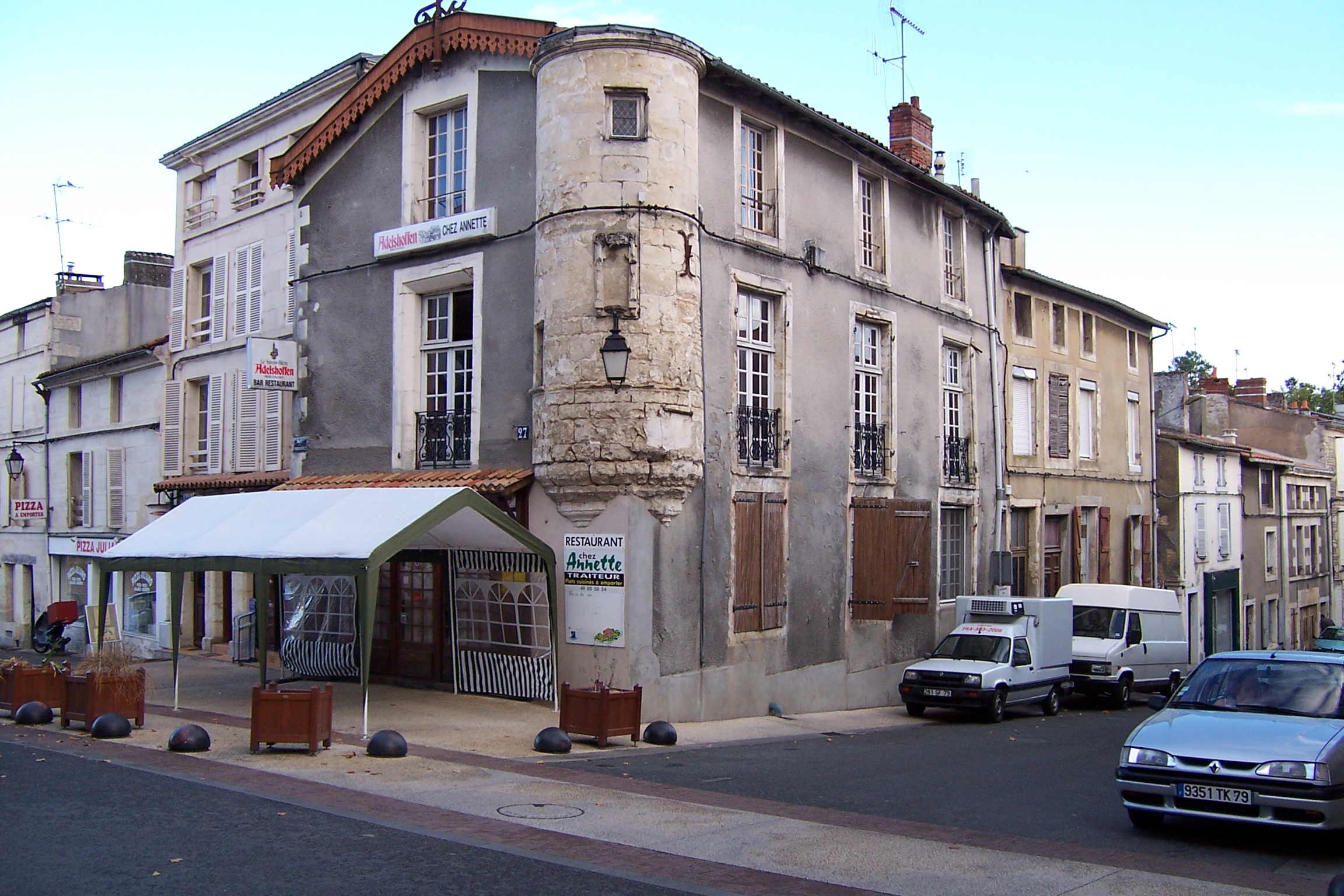
タレットのある住宅
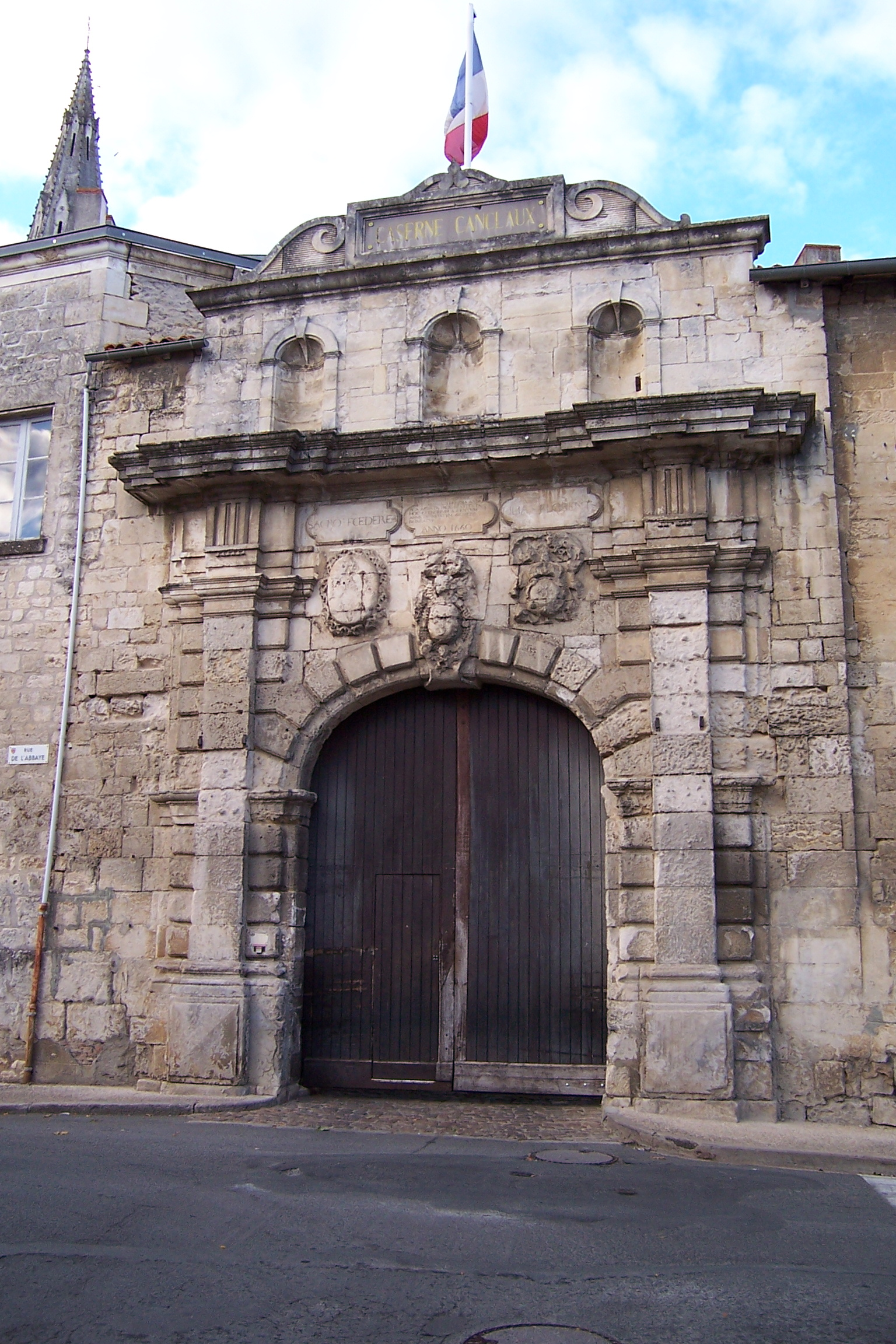
カンクロー兵舎の入り口
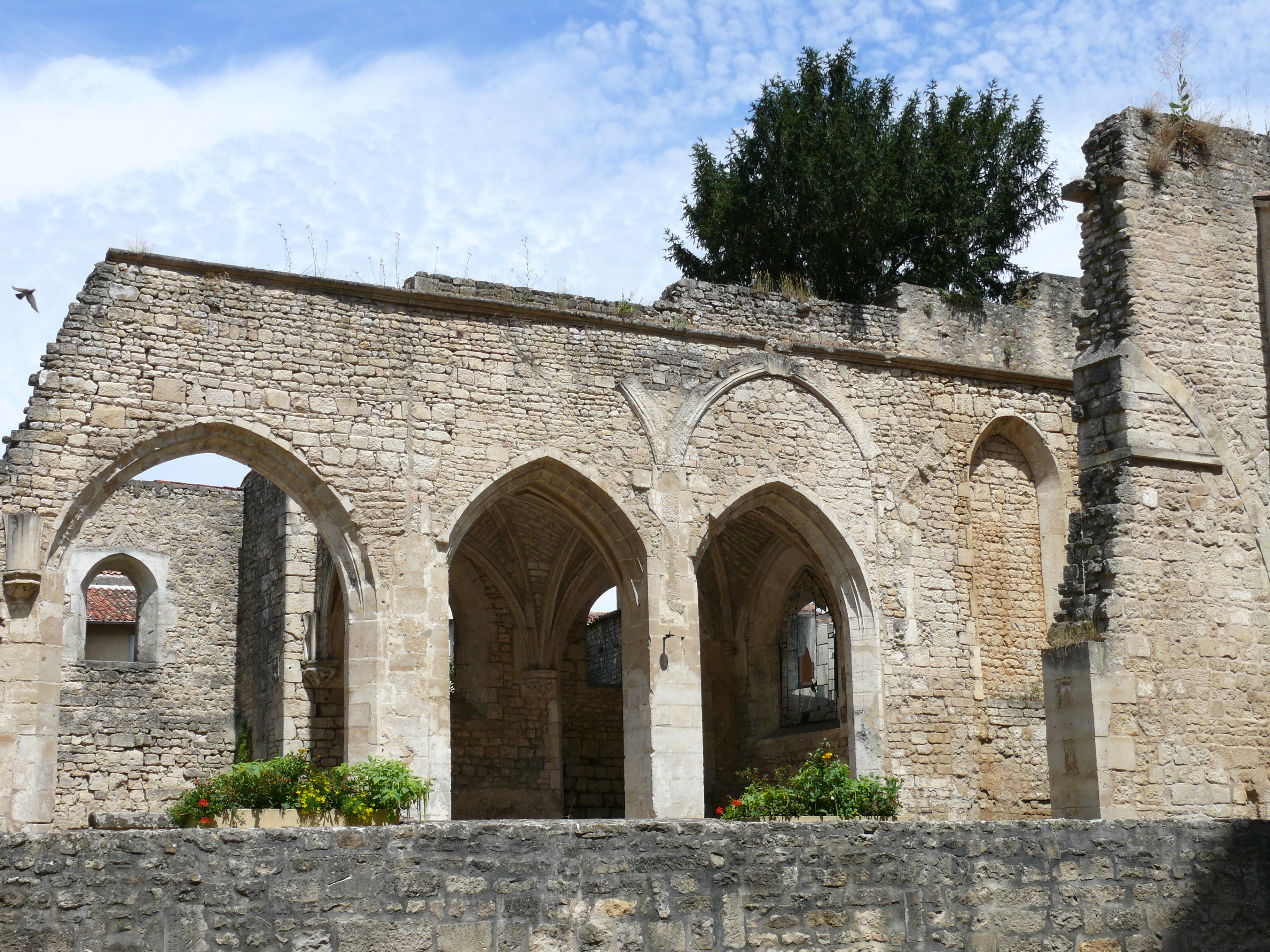
サン・レジェ教会の遺構
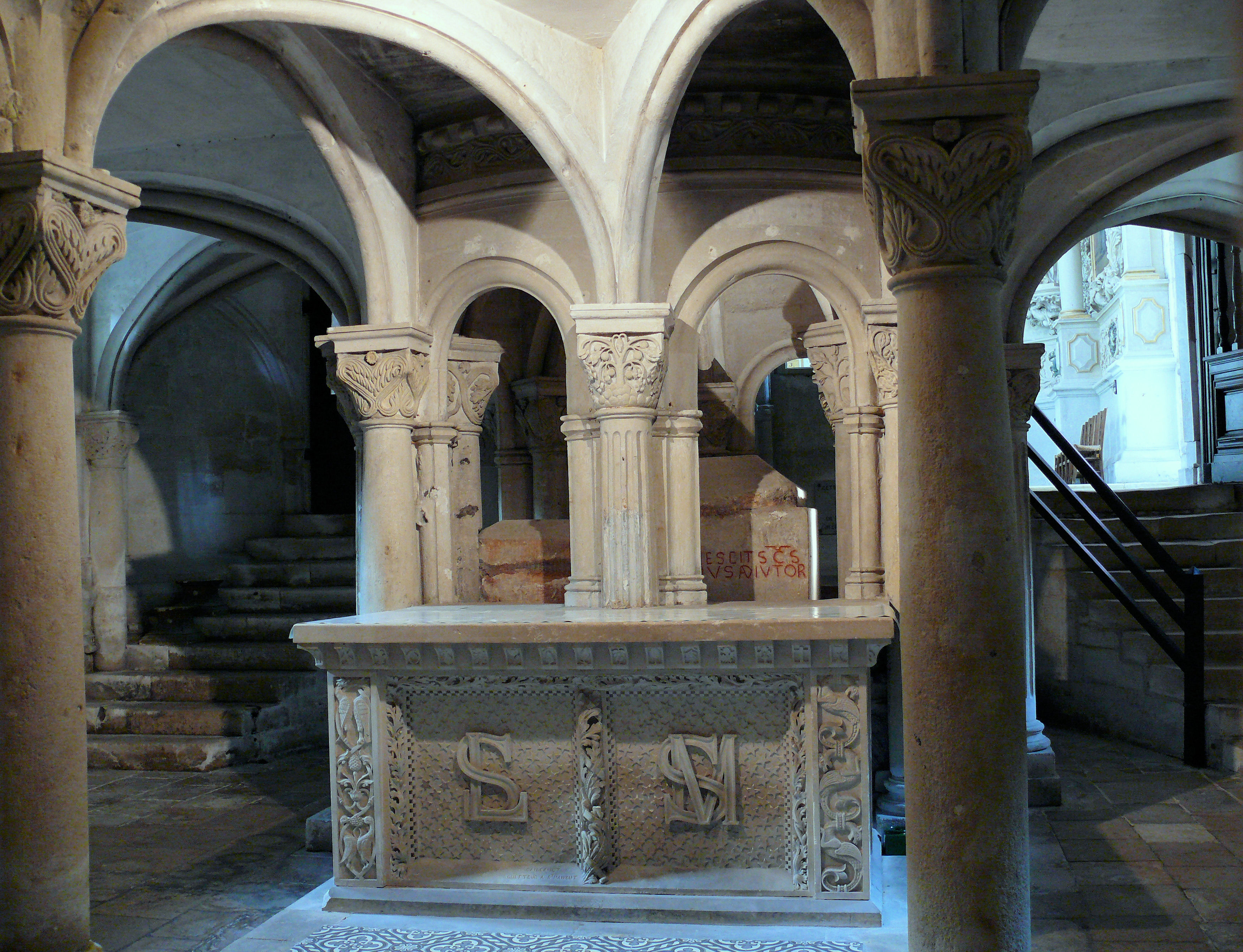
サン・メクサン修道院、聖メクサンと聖レジェの納骨堂
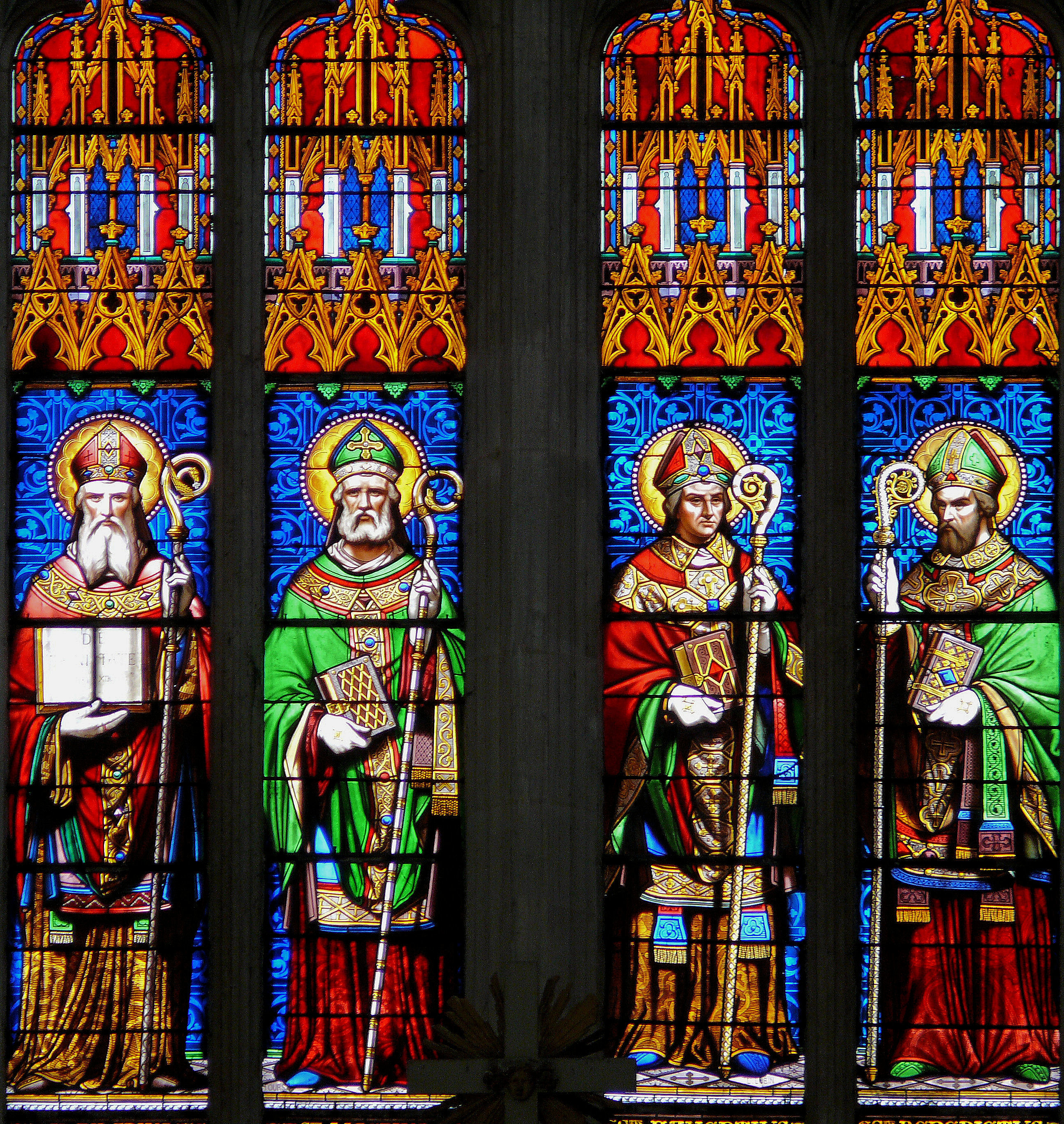
サン・メクサン修道院の内陣にあるステンドグラス
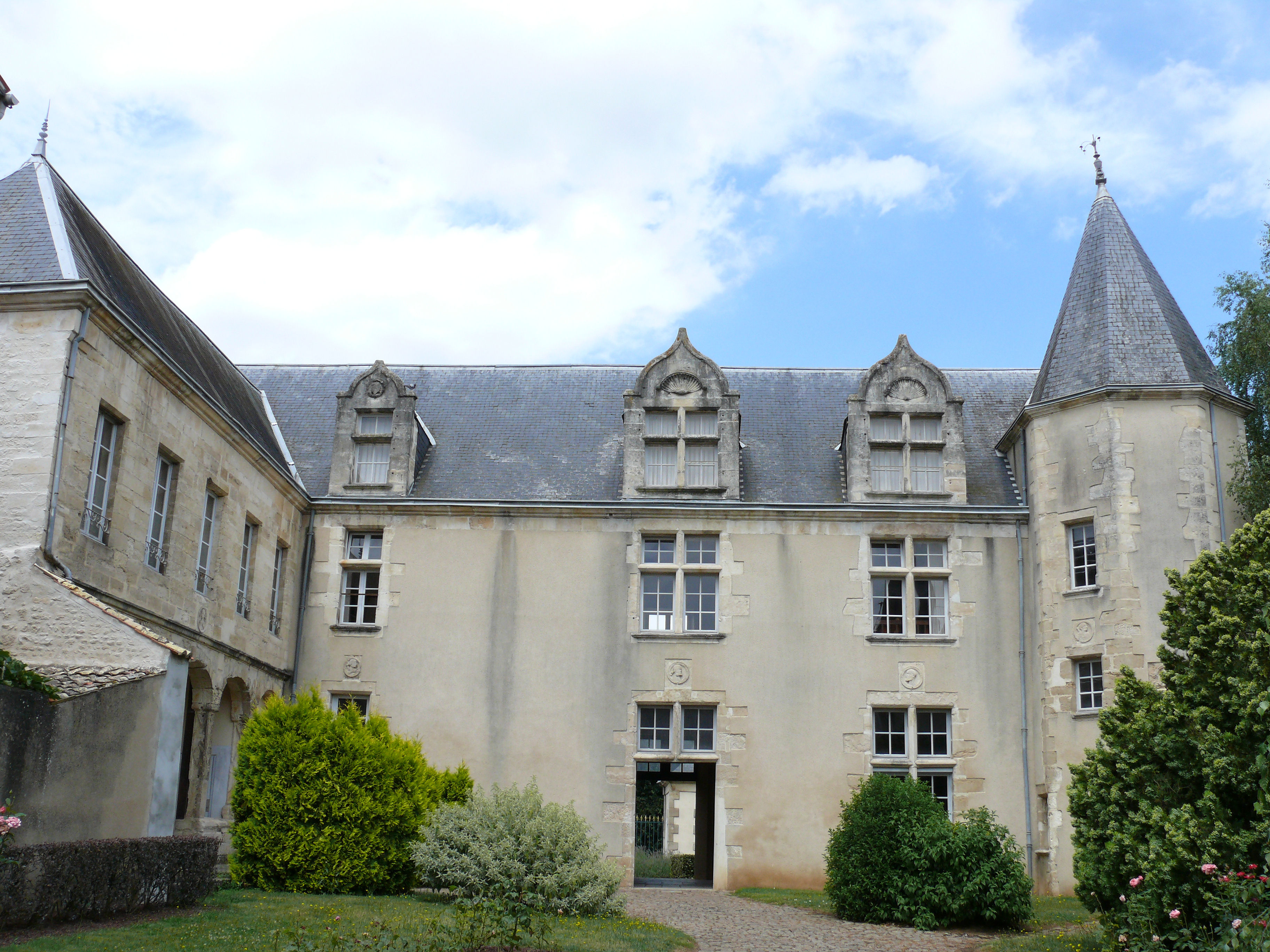
バリジー邸(1530).
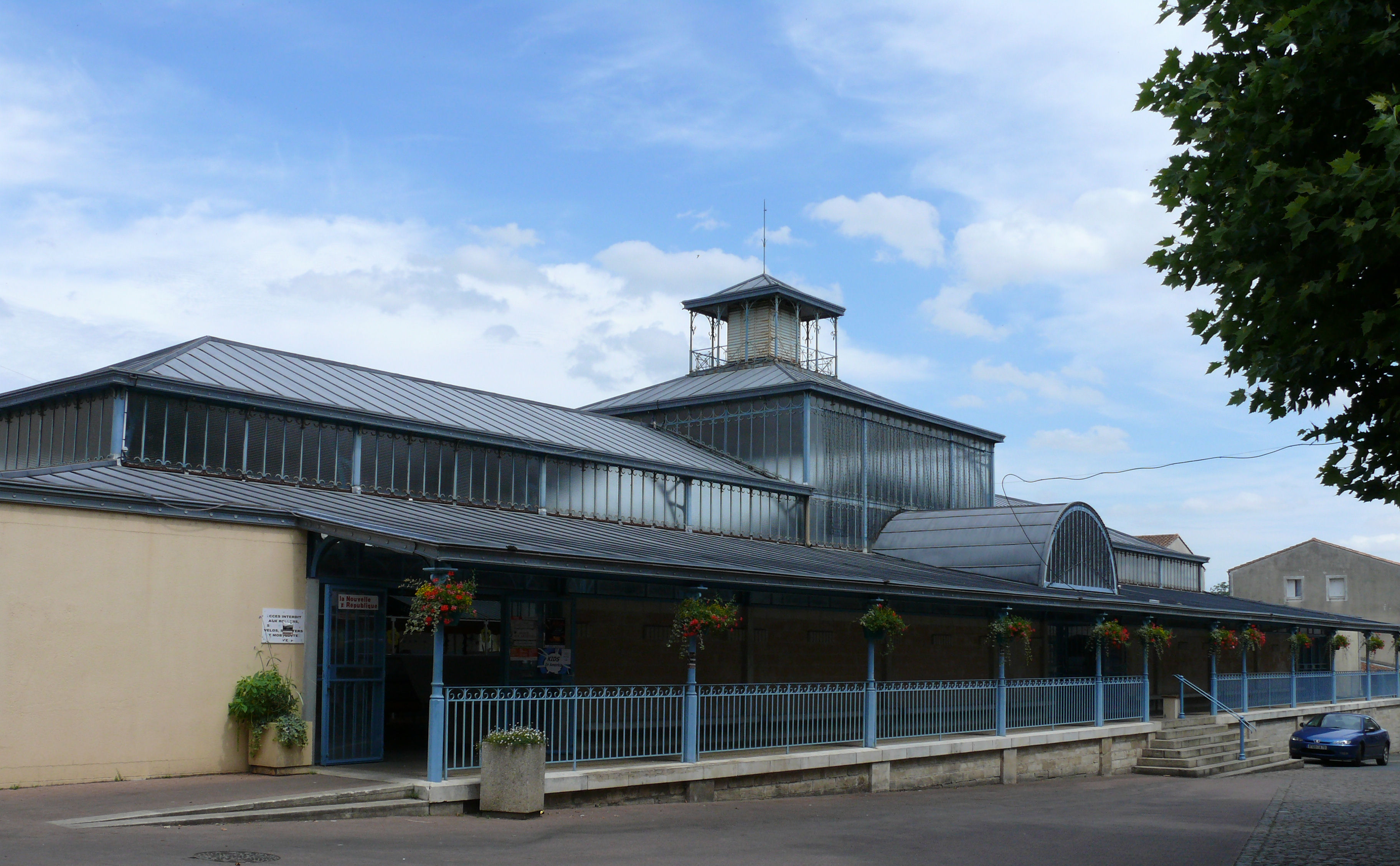
アル

## 姉妹都市
- ホーシャム、イギリス
- アイローラ、イタリア

## 出身者
- ピエール・フィリップ・ダンフェール＝ロシュロー（fr） - 普仏戦争でベルフォールを堅守し続けた軍人
- イーヴ・ゴダール - 軍人
- レジス・ロワゼル - 漫画家